# ガラクトース
ガラクトース（英: galactose）はアルドヘキソースに分類される単糖の一種であり、Galと略記されることがある。乳製品や甜菜、ガム、および粘液で見出される他、ヒトの体内でも合成され各組織で糖脂質や糖タンパク質の一部を形成する。 エネルギーとなる食物である。

## 化学的性質
分子式、分子量はC6H12O6、 180である（グルコースと同じ）。立体配置は2位（フィッシャー投影式で上から2番目）、5位の-OHが同じ方向、3位、4位が反対方向であり、D-ガラクトースの5位の立体配置はD-グリセルアルデヒドと同じである。グルコースの4-エピマーである。天然ではD-ガラクトースがほとんどである。

## ラクトースの構成要素
ガラクトースはグルコースと結合し二糖類のラクトース（乳糖）を構成する。
逆にグルコース、ガラクトースへの加水分解は酵素ラクターゼによって進む（ヒトではラクトースβ-グルコシダーゼ）。
この酵素を欠く人は乳糖非耐性となり、乳中の糖類を栄養とすることができない。さらに大腸に達したラクトースが腸内細菌に分解され、ガスと腹の張りの原因となる。
人体では、乳腺でグルコースがガラクトースに変換され、両者が結合しラクトースが作られる。

## 生化学
ガラクトースは通常の解糖系では分解されないため、C4をエピマー化してグルコースにする必要がある。ヒトでは、ガラクトースはウリジン二リン酸(UDP)誘導体を経由し、グルコース-6-リン酸へ変えられる。この4酵素で行われる反応はルロワール経路といい、ルイ・ルロワールが解明した。

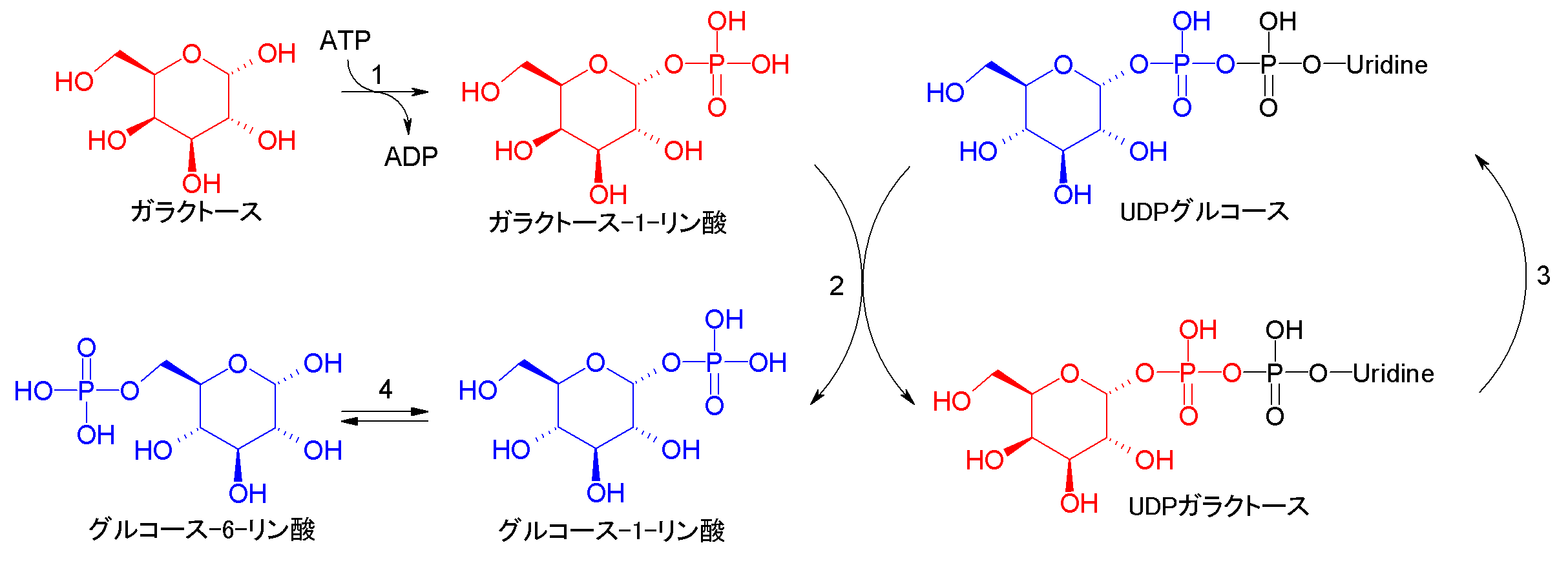
1.ガラクトキナーゼ(1)がガラクトースをリン酸化する。
2.ガラクトース-1-リン酸ウリジリルトランスフェラーゼ(2)がウリジリル基を転移させ、グルコース-1-リン酸とUDP-ガラクトースを与える。
3.UDP-ガラクトース-4-エピメラーゼ(3)がUDP-ガラクトースをUDP-グルコースに異性化する。これは、補因子のNAD^{+}がC4を酸化して再び還元していると考えられている。
4.ホスホグルコムターゼ(4)が、グルコース-1-リン酸をグルコース-6-リン酸に分子内転移させる。

## ガラクトース血症
ガラクトース血症は遺伝病でありガラクトースをグルコースに変換できないことで発症する。主な原因はガラクトース-1-リン酸ウリジリルトランスフェラーゼの変異である。例えば、血中のガラクトース濃度が上がると目のガラクトース濃度も上がり、ガラクチトールに還元され、これが蓄積すると白内障を引き起こす。

## そのほかの所在
配糖体や糖鎖の構成成分として動植物に幅広く存在する。また一部の海藻類の細胞壁にはL体も存在する。
- 動物：人も含む後生動物のプロテオグリカン、ガングリオシド
- 陸上植物：細胞壁多糖(例：キシログルカン、ペクチン、アラビノガラクタン、ガラクト脂質)
- 藻類：細胞壁多糖（例：アガロース、カラギーナン）